# Titularbistum Daonium
Daonium (ital.: Daonio) ist ein Titularbistum der römisch-katholischen Kirche. 
Es geht zurück auf einen untergegangenen Bischofssitz in der römischen Provinz Europa. Der Bischofssitz war der Kirchenprovinz Heraclea zugeordnet.
| Titularbischöfe von Daonium |                   |                                 |                   |                   |
| Nr.                         | Name              | Amt                             | von               | bis               |
| 1                           | Hryhory Lakota    | Weihbischof in Przemysl (Polen) | 10. Februar 1926  | 12. November 1950 |
| 2                           | Jerzy Modzelewski | Weihbischof in Warschau (Polen) | 12. November 1950 | 27. Oktober 1986  |